# Vía de la Plata
Silvervägen (La Vía de la Plata) i Spanien är en gammal romersk handelsväg som löper genom västra Spanien från norr till söder, från Mérida till Astorga. I dag är Silvervägen en av de viktigaste kommunikationslederna som förenar västra delen av Spanien och som – under namnet Ruta de la Plata, en beteckning som även ibland felaktigt ges den historiska leden – förenar städerna Gijón och Sevilla genom riksvägen N-630 och motorvägen A-66/AP-66, för närvarande under planering och konstruktion.

## Historia
Det historiska ursprunget till vägen är oklart. Under förhistorisk tid fanns handelskontakter som har bekräftats genom olika arkeologiska fynd med västra delen av iberiska halvön genom en handelsväg som kallades ”Tennvägen”, eftersom en stor del av tennfynden på Iberiska halvön transporterades denna väg. 
Silvervägen var aldrig en väg för transport av silver. Benämningen uppkom på grund av ett fonetiskt missförstånd. Under den muslimska epoken kallades den gamla ”Tennvägen” för ”Via alblata” som i sin tur kommer från uttrycket ”Vía delapidata” (stensatt väg). Uttrycket påminde om namnet på den ädla metallen plata (silver) och namnet kom därför att bli Vía de la Plata, Silvervägen.
Vägen har efter reconquistan varit vallfärdsväg till Santiago de Compostela, en användning som den fortfarande har och har haft genom historiens gång.
Under den romerska epoken var ”Tennvägen” en viktig kommunikationsled. Vägen utgick från Emerita Augusta, nu Mérida, huvudstad i Lusitanien, för att nå till Asturica Augusta, nu Astorga, huvudstad i Conventus Asturum.